# Henrik Schollmayer-Lichtenberg
Henrik pl. Schollmayer-Lichtenberg, kranjski gozdarski strokovnjak, gospodarstvenik in politik, * 23. november 1860, Althofen, Avstrijsko cesarstvo, † 21. januar 1930, Lož.

## Življenje in delo
Med letoma 1884 in 1919 je bil v službi na veleposestvu kneza Schönburg-Waldenburga na Snežniku. Od 1885 kot višji gozdar in oskrbnik gozdarskega revirja Mašun, od 1903 je kot višji upravitelj vsega veleposestva nasledil svojega tasta Obereignerja, 1909 postal direktor. Leta 1918 je v Dresdenu od kapi deloma ohromel, 1. maja 1919 bil upokojen. Preselil se je na svoje, po adoptivni materi, grofici Viljemini Lichtenberg, prevzeto posestvo Koča vas pri Ložu, kjer je umrl.
Schollmayer je gradil ceste po obširnih graščinskih gozdovih, da bi jih smotrno izkoristili in laže odvažali gozdne pridelke. Napravil je načrte tudi za druge javne ceste ter sestavil podatke za gradnjo železniške proge Rakek—Babno polje, ki so ji pa nasprotovali domačini. Prizadeval si je tudi, da bi preskrbel z vodo dolino Pivke in vas Kozarišče.
Med letoma 1908 in 1918 je bil poslanec kranjskega deželnega zbora v kuriji veleposestnikov.